# Chrysocorythus
Chrysocorythus — рід горобцеподібних птахів родини в'юркових (Fringillidae). Представники цього роду мешкають в Індонезії і на Філіппінах.

## Види
Виділяють два види:
- Щедрик острівний (Chrysocorythus estherae)
- Chrysocorythus mindanensis[4]

## Етимологія
Наукова назва роду Chrysocorythus походить від сполучення слів дав.-гр. χρυσος — золото і κορυθος — шолом.. 